# Gargunnock
Gargunnock est un village situé dans le Stirling, en Écosse.